# Divisione Regionale 2 (pallacanestro maschile)
La Divisione Regionale 2 rappresenta il 7º livello cestistico nazionale nato a seguito della riforma dei campionati di pallacanestro del 2023 assumendo dal 15 luglio 2023 l'attuale denominazione e sostituendo la Promozione. La competizione viene organizzata da 17 dei 19 comitati regionali della Federazione Italiana Pallacanestro per un totale di 55 gironi organizzati.

## Formato
Non c'è una formula comune a tutti i campionati, perché sono gestiti in maniera differente da ogni regione. In generale, si segue lo schema dei gironi all'italiana che si concludono con i play-off e i play-out. Le squadre promosse vengono ammesse in Divisione Regionale 1 ,mentre, le formazioni retrocesse (qualora i campionati ammettano la retrocessione) sono costrette a giocare in Divisione Regionale 3. Tale campionato rappresenta l'ultimo livello a carattere regionale per le regioni Abruzzo, Basilicata, Calabria, Liguria, Sardegna, Sicilia e Umbria.

## Storia
La Promozione dal 2015/16 ha rappresentato il settimo livello della pallacanestro maschile in Italia. Le squadre promosse erano ammesse alla Serie D. Le squadre retrocesse finivano in Prima Divisione. Dal 15 luglio 2023, la Promozione cambia denominazione in Divisione Regionale 2.

## Campionati regionali disputati
| Regione                  | Gironi presenti           | Gironi presenti           | Gironi presenti           | Gironi presenti           | Gironi presenti           | Gironi presenti           | Gironi presenti           | Gironi presenti           | Gironi presenti           | Gironi presenti           | Gironi presenti           | Gironi presenti           | Gironi presenti           | Gironi presenti           | Gironi presenti           | Gironi presenti             | Gironi presenti             | Gironi presenti             | Gironi presenti             | Gironi presenti             | Gironi presenti             | Gironi presenti             | Gironi presenti             | Gironi presenti             | Gironi presenti             | Gironi presenti             | Gironi presenti             | Gironi presenti             | Gironi presenti             | Gironi presenti             | Gironi presenti            | Gironi presenti            | Gironi presenti            | Gironi presenti            | Gironi presenti            | Gironi presenti            | Gironi presenti            | Gironi presenti            | Gironi presenti            | Gironi presenti            | Gironi presenti          | Gironi presenti          | Gironi presenti          | Gironi presenti          | Gironi presenti          | Gironi presenti          | Gironi presenti          | Gironi presenti          | Gironi presenti          | Gironi presenti          | Gironi presenti          | Gironi presenti          | Gironi presenti          | Gironi presenti          | Gironi presenti          | Gironi presenti          | Gironi presenti          | Gironi presenti          | Gironi presenti          | Gironi presenti          |
| ------------------------ | ------------------------- | ------------------------- | ------------------------- | ------------------------- | ------------------------- | ------------------------- | ------------------------- | ------------------------- | ------------------------- | ------------------------- | ------------------------- | ------------------------- | ------------------------- | ------------------------- | ------------------------- | --------------------------- | --------------------------- | --------------------------- | --------------------------- | --------------------------- | --------------------------- | --------------------------- | --------------------------- | --------------------------- | --------------------------- | --------------------------- | --------------------------- | --------------------------- | --------------------------- | --------------------------- | -------------------------- | -------------------------- | -------------------------- | -------------------------- | -------------------------- | -------------------------- | -------------------------- | -------------------------- | -------------------------- | -------------------------- | ------------------------ | ------------------------ | ------------------------ | ------------------------ | ------------------------ | ------------------------ | ------------------------ | ------------------------ | ------------------------ | ------------------------ | ------------------------ | ------------------------ | ------------------------ | ------------------------ | ------------------------ | ------------------------ | ------------------------ | ------------------------ | ------------------------ | ------------------------ |
| Abruzzo                  | Unico 12 squadre          | Unico 12 squadre          | Unico 12 squadre          | Unico 12 squadre          | Unico 12 squadre          | Unico 12 squadre          | Unico 12 squadre          | Unico 12 squadre          | Unico 12 squadre          | Unico 12 squadre          | Unico 12 squadre          | Unico 12 squadre          | Unico 12 squadre          | Unico 12 squadre          | Unico 12 squadre          | Unico 12 squadre            | Unico 12 squadre            | Unico 12 squadre            | Unico 12 squadre            | Unico 12 squadre            | Unico 12 squadre            | Unico 12 squadre            | Unico 12 squadre            | Unico 12 squadre            | Unico 12 squadre            | Unico 12 squadre            | Unico 12 squadre            | Unico 12 squadre            | Unico 12 squadre            | Unico 12 squadre            | Unico 12 squadre           | Unico 12 squadre           | Unico 12 squadre           | Unico 12 squadre           | Unico 12 squadre           | Unico 12 squadre           | Unico 12 squadre           | Unico 12 squadre           | Unico 12 squadre           | Unico 12 squadre           | Unico 12 squadre         | Unico 12 squadre         | Unico 12 squadre         | Unico 12 squadre         | Unico 12 squadre         | Unico 12 squadre         | Unico 12 squadre         | Unico 12 squadre         | Unico 12 squadre         | Unico 12 squadre         | Unico 12 squadre         | Unico 12 squadre         | Unico 12 squadre         | Unico 12 squadre         | Unico 12 squadre         | Unico 12 squadre         | Unico 12 squadre         | Unico 12 squadre         | Unico 12 squadre         | Unico 12 squadre         |
| Basilicata               | Unico 6 squadre           | Unico 6 squadre           | Unico 6 squadre           | Unico 6 squadre           | Unico 6 squadre           | Unico 6 squadre           | Unico 6 squadre           | Unico 6 squadre           | Unico 6 squadre           | Unico 6 squadre           | Unico 6 squadre           | Unico 6 squadre           | Unico 6 squadre           | Unico 6 squadre           | Unico 6 squadre           | Unico 6 squadre             | Unico 6 squadre             | Unico 6 squadre             | Unico 6 squadre             | Unico 6 squadre             | Unico 6 squadre             | Unico 6 squadre             | Unico 6 squadre             | Unico 6 squadre             | Unico 6 squadre             | Unico 6 squadre             | Unico 6 squadre             | Unico 6 squadre             | Unico 6 squadre             | Unico 6 squadre             | Unico 6 squadre            | Unico 6 squadre            | Unico 6 squadre            | Unico 6 squadre            | Unico 6 squadre            | Unico 6 squadre            | Unico 6 squadre            | Unico 6 squadre            | Unico 6 squadre            | Unico 6 squadre            | Unico 6 squadre          | Unico 6 squadre          | Unico 6 squadre          | Unico 6 squadre          | Unico 6 squadre          | Unico 6 squadre          | Unico 6 squadre          | Unico 6 squadre          | Unico 6 squadre          | Unico 6 squadre          | Unico 6 squadre          | Unico 6 squadre          | Unico 6 squadre          | Unico 6 squadre          | Unico 6 squadre          | Unico 6 squadre          | Unico 6 squadre          | Unico 6 squadre          | Unico 6 squadre          | Unico 6 squadre          |
| Calabria                 | Unico 8 squadre           | Unico 8 squadre           | Unico 8 squadre           | Unico 8 squadre           | Unico 8 squadre           | Unico 8 squadre           | Unico 8 squadre           | Unico 8 squadre           | Unico 8 squadre           | Unico 8 squadre           | Unico 8 squadre           | Unico 8 squadre           | Unico 8 squadre           | Unico 8 squadre           | Unico 8 squadre           | Unico 8 squadre             | Unico 8 squadre             | Unico 8 squadre             | Unico 8 squadre             | Unico 8 squadre             | Unico 8 squadre             | Unico 8 squadre             | Unico 8 squadre             | Unico 8 squadre             | Unico 8 squadre             | Unico 8 squadre             | Unico 8 squadre             | Unico 8 squadre             | Unico 8 squadre             | Unico 8 squadre             | Unico 8 squadre            | Unico 8 squadre            | Unico 8 squadre            | Unico 8 squadre            | Unico 8 squadre            | Unico 8 squadre            | Unico 8 squadre            | Unico 8 squadre            | Unico 8 squadre            | Unico 8 squadre            | Unico 8 squadre          | Unico 8 squadre          | Unico 8 squadre          | Unico 8 squadre          | Unico 8 squadre          | Unico 8 squadre          | Unico 8 squadre          | Unico 8 squadre          | Unico 8 squadre          | Unico 8 squadre          | Unico 8 squadre          | Unico 8 squadre          | Unico 8 squadre          | Unico 8 squadre          | Unico 8 squadre          | Unico 8 squadre          | Unico 8 squadre          | Unico 8 squadre          | Unico 8 squadre          | Unico 8 squadre          |
| Campania                 | Girone A 18 squadre       | Girone A 18 squadre       | Girone A 18 squadre       | Girone A 18 squadre       | Girone A 18 squadre       | Girone A 18 squadre       | Girone A 18 squadre       | Girone A 18 squadre       | Girone A 18 squadre       | Girone A 18 squadre       | Girone A 18 squadre       | Girone A 18 squadre       | Girone A 18 squadre       | Girone A 18 squadre       | Girone A 18 squadre       | Girone A 18 squadre         | Girone A 18 squadre         | Girone A 18 squadre         | Girone A 18 squadre         | Girone A 18 squadre         | Girone A 18 squadre         | Girone A 18 squadre         | Girone A 18 squadre         | Girone A 18 squadre         | Girone A 18 squadre         | Girone A 18 squadre         | Girone A 18 squadre         | Girone A 18 squadre         | Girone A 18 squadre         | Girone A 18 squadre         | Girone B 18 squadre        | Girone B 18 squadre        | Girone B 18 squadre        | Girone B 18 squadre        | Girone B 18 squadre        | Girone B 18 squadre        | Girone B 18 squadre        | Girone B 18 squadre        | Girone B 18 squadre        | Girone B 18 squadre        | Girone B 18 squadre      | Girone B 18 squadre      | Girone B 18 squadre      | Girone B 18 squadre      | Girone B 18 squadre      | Girone B 18 squadre      | Girone B 18 squadre      | Girone B 18 squadre      | Girone B 18 squadre      | Girone B 18 squadre      | Girone B 18 squadre      | Girone B 18 squadre      | Girone B 18 squadre      | Girone B 18 squadre      | Girone B 18 squadre      | Girone B 18 squadre      | Girone B 18 squadre      | Girone B 18 squadre      | Girone B 18 squadre      | Girone B 18 squadre      |
| Emilia-Romagna           | Girone A 10 squadre       | Girone A 10 squadre       | Girone A 10 squadre       | Girone A 10 squadre       | Girone A 10 squadre       | Girone A 10 squadre       | Girone A 10 squadre       | Girone A 10 squadre       | Girone A 10 squadre       | Girone A 10 squadre       | Girone B 12 squadre       | Girone B 12 squadre       | Girone B 12 squadre       | Girone B 12 squadre       | Girone B 12 squadre       | Girone B 12 squadre         | Girone B 12 squadre         | Girone B 12 squadre         | Girone B 12 squadre         | Girone B 12 squadre         | Girone C 12 squadre         | Girone C 12 squadre         | Girone C 12 squadre         | Girone C 12 squadre         | Girone C 12 squadre         | Girone C 12 squadre         | Girone C 12 squadre         | Girone C 12 squadre         | Girone C 12 squadre         | Girone C 12 squadre         | Girone D 12 squadre        | Girone D 12 squadre        | Girone D 12 squadre        | Girone D 12 squadre        | Girone D 12 squadre        | Girone D 12 squadre        | Girone D 12 squadre        | Girone D 12 squadre        | Girone D 12 squadre        | Girone D 12 squadre        | Girone E 12 squadre      | Girone E 12 squadre      | Girone E 12 squadre      | Girone E 12 squadre      | Girone E 12 squadre      | Girone E 12 squadre      | Girone E 12 squadre      | Girone E 12 squadre      | Girone E 12 squadre      | Girone E 12 squadre      | Girone F 12 squadre      | Girone F 12 squadre      | Girone F 12 squadre      | Girone F 12 squadre      | Girone F 12 squadre      | Girone F 12 squadre      | Girone F 12 squadre      | Girone F 12 squadre      | Girone F 12 squadre      | Girone F 12 squadre      |
| Friuli-Venezia Giulia    | Girone Gorizia 11 squadre | Girone Gorizia 11 squadre | Girone Gorizia 11 squadre | Girone Gorizia 11 squadre | Girone Gorizia 11 squadre | Girone Gorizia 11 squadre | Girone Gorizia 11 squadre | Girone Gorizia 11 squadre | Girone Gorizia 11 squadre | Girone Gorizia 11 squadre | Girone Gorizia 11 squadre | Girone Gorizia 11 squadre | Girone Gorizia 11 squadre | Girone Gorizia 11 squadre | Girone Gorizia 11 squadre | Girone Pordenone 12 squadre | Girone Pordenone 12 squadre | Girone Pordenone 12 squadre | Girone Pordenone 12 squadre | Girone Pordenone 12 squadre | Girone Pordenone 12 squadre | Girone Pordenone 12 squadre | Girone Pordenone 12 squadre | Girone Pordenone 12 squadre | Girone Pordenone 12 squadre | Girone Pordenone 12 squadre | Girone Pordenone 12 squadre | Girone Pordenone 12 squadre | Girone Pordenone 12 squadre | Girone Pordenone 12 squadre | Girone Trieste 9 squadre   | Girone Trieste 9 squadre   | Girone Trieste 9 squadre   | Girone Trieste 9 squadre   | Girone Trieste 9 squadre   | Girone Trieste 9 squadre   | Girone Trieste 9 squadre   | Girone Trieste 9 squadre   | Girone Trieste 9 squadre   | Girone Trieste 9 squadre   | Girone Trieste 9 squadre | Girone Trieste 9 squadre | Girone Trieste 9 squadre | Girone Trieste 9 squadre | Girone Trieste 9 squadre | Girone Udine 11 squadre  | Girone Udine 11 squadre  | Girone Udine 11 squadre  | Girone Udine 11 squadre  | Girone Udine 11 squadre  | Girone Udine 11 squadre  | Girone Udine 11 squadre  | Girone Udine 11 squadre  | Girone Udine 11 squadre  | Girone Udine 11 squadre  | Girone Udine 11 squadre  | Girone Udine 11 squadre  | Girone Udine 11 squadre  | Girone Udine 11 squadre  | Girone Udine 11 squadre  |
| Lazio                    | Girone A 10 squadre       | Girone A 10 squadre       | Girone A 10 squadre       | Girone A 10 squadre       | Girone A 10 squadre       | Girone A 10 squadre       | Girone A 10 squadre       | Girone A 10 squadre       | Girone A 10 squadre       | Girone A 10 squadre       | Girone A 10 squadre       | Girone A 10 squadre       | Girone B 10 squadre       | Girone B 10 squadre       | Girone B 10 squadre       | Girone B 10 squadre         | Girone B 10 squadre         | Girone B 10 squadre         | Girone B 10 squadre         | Girone B 10 squadre         | Girone B 10 squadre         | Girone B 10 squadre         | Girone B 10 squadre         | Girone B 10 squadre         | Girone C 10 squadre         | Girone C 10 squadre         | Girone C 10 squadre         | Girone C 10 squadre         | Girone C 10 squadre         | Girone C 10 squadre         | Girone C 10 squadre        | Girone C 10 squadre        | Girone C 10 squadre        | Girone C 10 squadre        | Girone C 10 squadre        | Girone C 10 squadre        | Girone D 10 squadre        | Girone D 10 squadre        | Girone D 10 squadre        | Girone D 10 squadre        | Girone D 10 squadre      | Girone D 10 squadre      | Girone D 10 squadre      | Girone D 10 squadre      | Girone D 10 squadre      | Girone D 10 squadre      | Girone D 10 squadre      | Girone D 10 squadre      | Girone E 10 squadre      | Girone E 10 squadre      | Girone E 10 squadre      | Girone E 10 squadre      | Girone E 10 squadre      | Girone E 10 squadre      | Girone E 10 squadre      | Girone E 10 squadre      | Girone E 10 squadre      | Girone E 10 squadre      | Girone E 10 squadre      | Girone E 10 squadre      |
| Liguria                  | Girone Levante 7 squadre  | Girone Levante 7 squadre  | Girone Levante 7 squadre  | Girone Levante 7 squadre  | Girone Levante 7 squadre  | Girone Levante 7 squadre  | Girone Levante 7 squadre  | Girone Levante 7 squadre  | Girone Levante 7 squadre  | Girone Levante 7 squadre  | Girone Levante 7 squadre  | Girone Levante 7 squadre  | Girone Levante 7 squadre  | Girone Levante 7 squadre  | Girone Levante 7 squadre  | Girone Levante 7 squadre    | Girone Levante 7 squadre    | Girone Levante 7 squadre    | Girone Levante 7 squadre    | Girone Levante 7 squadre    | Girone Centro 7 squadre     | Girone Centro 7 squadre     | Girone Centro 7 squadre     | Girone Centro 7 squadre     | Girone Centro 7 squadre     | Girone Centro 7 squadre     | Girone Centro 7 squadre     | Girone Centro 7 squadre     | Girone Centro 7 squadre     | Girone Centro 7 squadre     | Girone Centro 7 squadre    | Girone Centro 7 squadre    | Girone Centro 7 squadre    | Girone Centro 7 squadre    | Girone Centro 7 squadre    | Girone Centro 7 squadre    | Girone Centro 7 squadre    | Girone Centro 7 squadre    | Girone Centro 7 squadre    | Girone Centro 7 squadre    | Girone Ponente 7 squadre | Girone Ponente 7 squadre | Girone Ponente 7 squadre | Girone Ponente 7 squadre | Girone Ponente 7 squadre | Girone Ponente 7 squadre | Girone Ponente 7 squadre | Girone Ponente 7 squadre | Girone Ponente 7 squadre | Girone Ponente 7 squadre | Girone Ponente 7 squadre | Girone Ponente 7 squadre | Girone Ponente 7 squadre | Girone Ponente 7 squadre | Girone Ponente 7 squadre | Girone Ponente 7 squadre | Girone Ponente 7 squadre | Girone Ponente 7 squadre | Girone Ponente 7 squadre | Girone Ponente 7 squadre |
| Lombardia                | Girone Ovest A 14 squadre | Girone Ovest A 14 squadre | Girone Ovest A 14 squadre | Girone Ovest A 14 squadre | Girone Ovest A 14 squadre | Girone Ovest A 14 squadre | Girone Ovest A 14 squadre | Girone Ovest A 14 squadre | Girone Ovest A 14 squadre | Girone Ovest A 14 squadre | Girone Ovest B 14 squadre | Girone Ovest B 14 squadre | Girone Ovest B 14 squadre | Girone Ovest B 14 squadre | Girone Ovest B 14 squadre | Girone Ovest B 14 squadre   | Girone Ovest B 14 squadre   | Girone Ovest B 14 squadre   | Girone Ovest B 14 squadre   | Girone Ovest B 14 squadre   | Girone Centro C 14 squadre  | Girone Centro C 14 squadre  | Girone Centro C 14 squadre  | Girone Centro C 14 squadre  | Girone Centro C 14 squadre  | Girone Centro C 14 squadre  | Girone Centro C 14 squadre  | Girone Centro C 14 squadre  | Girone Centro C 14 squadre  | Girone Centro C 14 squadre  | Girone Centro D 14 squadre | Girone Centro D 14 squadre | Girone Centro D 14 squadre | Girone Centro D 14 squadre | Girone Centro D 14 squadre | Girone Centro D 14 squadre | Girone Centro D 14 squadre | Girone Centro D 14 squadre | Girone Centro D 14 squadre | Girone Centro D 14 squadre | Girone Est E 13 squadre  | Girone Est E 13 squadre  | Girone Est E 13 squadre  | Girone Est E 13 squadre  | Girone Est E 13 squadre  | Girone Est E 13 squadre  | Girone Est E 13 squadre  | Girone Est E 13 squadre  | Girone Est E 13 squadre  | Girone Est E 13 squadre  | Girone Est F 14 squadre  | Girone Est F 14 squadre  | Girone Est F 14 squadre  | Girone Est F 14 squadre  | Girone Est F 14 squadre  | Girone Est F 14 squadre  | Girone Est F 14 squadre  | Girone Est F 14 squadre  | Girone Est F 14 squadre  | Girone Est F 14 squadre  |
| Marche                   | Girone A 14 squadre       | Girone A 14 squadre       | Girone A 14 squadre       | Girone A 14 squadre       | Girone A 14 squadre       | Girone A 14 squadre       | Girone A 14 squadre       | Girone A 14 squadre       | Girone A 14 squadre       | Girone A 14 squadre       | Girone A 14 squadre       | Girone A 14 squadre       | Girone A 14 squadre       | Girone A 14 squadre       | Girone A 14 squadre       | Girone A 14 squadre         | Girone A 14 squadre         | Girone A 14 squadre         | Girone A 14 squadre         | Girone A 14 squadre         | Girone B 13 squadre         | Girone B 13 squadre         | Girone B 13 squadre         | Girone B 13 squadre         | Girone B 13 squadre         | Girone B 13 squadre         | Girone B 13 squadre         | Girone B 13 squadre         | Girone B 13 squadre         | Girone B 13 squadre         | Girone B 13 squadre        | Girone B 13 squadre        | Girone B 13 squadre        | Girone B 13 squadre        | Girone B 13 squadre        | Girone B 13 squadre        | Girone B 13 squadre        | Girone B 13 squadre        | Girone B 13 squadre        | Girone B 13 squadre        | Girone C 14 squadre      | Girone C 14 squadre      | Girone C 14 squadre      | Girone C 14 squadre      | Girone C 14 squadre      | Girone C 14 squadre      | Girone C 14 squadre      | Girone C 14 squadre      | Girone C 14 squadre      | Girone C 14 squadre      | Girone C 14 squadre      | Girone C 14 squadre      | Girone C 14 squadre      | Girone C 14 squadre      | Girone C 14 squadre      | Girone C 14 squadre      | Girone C 14 squadre      | Girone C 14 squadre      | Girone C 14 squadre      | Girone C 14 squadre      |
| Piemonte - Valle d'Aosta | Girone A 11 squadre       | Girone A 11 squadre       | Girone A 11 squadre       | Girone A 11 squadre       | Girone A 11 squadre       | Girone A 11 squadre       | Girone A 11 squadre       | Girone A 11 squadre       | Girone A 11 squadre       | Girone A 11 squadre       | Girone A 11 squadre       | Girone A 11 squadre       | Girone A 11 squadre       | Girone A 11 squadre       | Girone A 11 squadre       | Girone B 12 squadre         | Girone B 12 squadre         | Girone B 12 squadre         | Girone B 12 squadre         | Girone B 12 squadre         | Girone B 12 squadre         | Girone B 12 squadre         | Girone B 12 squadre         | Girone B 12 squadre         | Girone B 12 squadre         | Girone B 12 squadre         | Girone B 12 squadre         | Girone B 12 squadre         | Girone B 12 squadre         | Girone B 12 squadre         | Girone C 12 squadre        | Girone C 12 squadre        | Girone C 12 squadre        | Girone C 12 squadre        | Girone C 12 squadre        | Girone C 12 squadre        | Girone C 12 squadre        | Girone C 12 squadre        | Girone C 12 squadre        | Girone C 12 squadre        | Girone C 12 squadre      | Girone C 12 squadre      | Girone C 12 squadre      | Girone C 12 squadre      | Girone C 12 squadre      | Girone D 12 squadre      | Girone D 12 squadre      | Girone D 12 squadre      | Girone D 12 squadre      | Girone D 12 squadre      | Girone D 12 squadre      | Girone D 12 squadre      | Girone D 12 squadre      | Girone D 12 squadre      | Girone D 12 squadre      | Girone D 12 squadre      | Girone D 12 squadre      | Girone D 12 squadre      | Girone D 12 squadre      | Girone D 12 squadre      |
| Puglia                   | Girone A 9 squadre        | Girone A 9 squadre        | Girone A 9 squadre        | Girone A 9 squadre        | Girone A 9 squadre        | Girone A 9 squadre        | Girone A 9 squadre        | Girone A 9 squadre        | Girone A 9 squadre        | Girone A 9 squadre        | Girone A 9 squadre        | Girone A 9 squadre        | Girone A 9 squadre        | Girone A 9 squadre        | Girone A 9 squadre        | Girone A 9 squadre          | Girone A 9 squadre          | Girone A 9 squadre          | Girone A 9 squadre          | Girone A 9 squadre          | Girone B 9 squadre          | Girone B 9 squadre          | Girone B 9 squadre          | Girone B 9 squadre          | Girone B 9 squadre          | Girone B 9 squadre          | Girone B 9 squadre          | Girone B 9 squadre          | Girone B 9 squadre          | Girone B 9 squadre          | Girone B 9 squadre         | Girone B 9 squadre         | Girone B 9 squadre         | Girone B 9 squadre         | Girone B 9 squadre         | Girone B 9 squadre         | Girone B 9 squadre         | Girone B 9 squadre         | Girone B 9 squadre         | Girone B 9 squadre         | Girone C 8 squadre       | Girone C 8 squadre       | Girone C 8 squadre       | Girone C 8 squadre       | Girone C 8 squadre       | Girone C 8 squadre       | Girone C 8 squadre       | Girone C 8 squadre       | Girone C 8 squadre       | Girone C 8 squadre       | Girone C 8 squadre       | Girone C 8 squadre       | Girone C 8 squadre       | Girone C 8 squadre       | Girone C 8 squadre       | Girone C 8 squadre       | Girone C 8 squadre       | Girone C 8 squadre       | Girone C 8 squadre       | Girone C 8 squadre       |
| Sardegna                 | Girone Nord 11 squadre    | Girone Nord 11 squadre    | Girone Nord 11 squadre    | Girone Nord 11 squadre    | Girone Nord 11 squadre    | Girone Nord 11 squadre    | Girone Nord 11 squadre    | Girone Nord 11 squadre    | Girone Nord 11 squadre    | Girone Nord 11 squadre    | Girone Nord 11 squadre    | Girone Nord 11 squadre    | Girone Nord 11 squadre    | Girone Nord 11 squadre    | Girone Nord 11 squadre    | Girone Nord 11 squadre      | Girone Nord 11 squadre      | Girone Nord 11 squadre      | Girone Nord 11 squadre      | Girone Nord 11 squadre      | Girone Nord 11 squadre      | Girone Nord 11 squadre      | Girone Nord 11 squadre      | Girone Nord 11 squadre      | Girone Nord 11 squadre      | Girone Nord 11 squadre      | Girone Nord 11 squadre      | Girone Nord 11 squadre      | Girone Nord 11 squadre      | Girone Nord 11 squadre      | Girone Sud 16 squadre      | Girone Sud 16 squadre      | Girone Sud 16 squadre      | Girone Sud 16 squadre      | Girone Sud 16 squadre      | Girone Sud 16 squadre      | Girone Sud 16 squadre      | Girone Sud 16 squadre      | Girone Sud 16 squadre      | Girone Sud 16 squadre      | Girone Sud 16 squadre    | Girone Sud 16 squadre    | Girone Sud 16 squadre    | Girone Sud 16 squadre    | Girone Sud 16 squadre    | Girone Sud 16 squadre    | Girone Sud 16 squadre    | Girone Sud 16 squadre    | Girone Sud 16 squadre    | Girone Sud 16 squadre    | Girone Sud 16 squadre    | Girone Sud 16 squadre    | Girone Sud 16 squadre    | Girone Sud 16 squadre    | Girone Sud 16 squadre    | Girone Sud 16 squadre    | Girone Sud 16 squadre    | Girone Sud 16 squadre    | Girone Sud 16 squadre    | Girone Sud 16 squadre    |
| Sicilia                  | Girone AG-CL-RG 6 squadre | Girone AG-CL-RG 6 squadre | Girone AG-CL-RG 6 squadre | Girone AG-CL-RG 6 squadre | Girone AG-CL-RG 6 squadre | Girone AG-CL-RG 6 squadre | Girone AG-CL-RG 6 squadre | Girone AG-CL-RG 6 squadre | Girone AG-CL-RG 6 squadre | Girone AG-CL-RG 6 squadre | Girone AG-CL-RG 6 squadre | Girone AG-CL-RG 6 squadre | Girone AG-CL-RG 6 squadre | Girone AG-CL-RG 6 squadre | Girone AG-CL-RG 6 squadre | Girone PA-AG-TP 8 squadre   | Girone PA-AG-TP 8 squadre   | Girone PA-AG-TP 8 squadre   | Girone PA-AG-TP 8 squadre   | Girone PA-AG-TP 8 squadre   | Girone PA-AG-TP 8 squadre   | Girone PA-AG-TP 8 squadre   | Girone PA-AG-TP 8 squadre   | Girone PA-AG-TP 8 squadre   | Girone PA-AG-TP 8 squadre   | Girone PA-AG-TP 8 squadre   | Girone PA-AG-TP 8 squadre   | Girone PA-AG-TP 8 squadre   | Girone PA-AG-TP 8 squadre   | Girone PA-AG-TP 8 squadre   | Girone CT 8 squadre        | Girone CT 8 squadre        | Girone CT 8 squadre        | Girone CT 8 squadre        | Girone CT 8 squadre        | Girone CT 8 squadre        | Girone CT 8 squadre        | Girone CT 8 squadre        | Girone CT 8 squadre        | Girone CT 8 squadre        | Girone CT 8 squadre      | Girone CT 8 squadre      | Girone CT 8 squadre      | Girone CT 8 squadre      | Girone CT 8 squadre      | Girone ME 9 squadre      | Girone ME 9 squadre      | Girone ME 9 squadre      | Girone ME 9 squadre      | Girone ME 9 squadre      | Girone ME 9 squadre      | Girone ME 9 squadre      | Girone ME 9 squadre      | Girone ME 9 squadre      | Girone ME 9 squadre      | Girone ME 9 squadre      | Girone ME 9 squadre      | Girone ME 9 squadre      | Girone ME 9 squadre      | Girone ME 9 squadre      |
| Toscana                  | Girone A 14 squadre       | Girone A 14 squadre       | Girone A 14 squadre       | Girone A 14 squadre       | Girone A 14 squadre       | Girone A 14 squadre       | Girone A 14 squadre       | Girone A 14 squadre       | Girone A 14 squadre       | Girone A 14 squadre       | Girone A 14 squadre       | Girone A 14 squadre       | Girone A 14 squadre       | Girone A 14 squadre       | Girone A 14 squadre       | Girone B 13 squadre         | Girone B 13 squadre         | Girone B 13 squadre         | Girone B 13 squadre         | Girone B 13 squadre         | Girone B 13 squadre         | Girone B 13 squadre         | Girone B 13 squadre         | Girone B 13 squadre         | Girone B 13 squadre         | Girone B 13 squadre         | Girone B 13 squadre         | Girone B 13 squadre         | Girone B 13 squadre         | Girone B 13 squadre         | Girone C 14 squadre        | Girone C 14 squadre        | Girone C 14 squadre        | Girone C 14 squadre        | Girone C 14 squadre        | Girone C 14 squadre        | Girone C 14 squadre        | Girone C 14 squadre        | Girone C 14 squadre        | Girone C 14 squadre        | Girone C 14 squadre      | Girone C 14 squadre      | Girone C 14 squadre      | Girone C 14 squadre      | Girone C 14 squadre      | Girone D 14 squadre      | Girone D 14 squadre      | Girone D 14 squadre      | Girone D 14 squadre      | Girone D 14 squadre      | Girone D 14 squadre      | Girone D 14 squadre      | Girone D 14 squadre      | Girone D 14 squadre      | Girone D 14 squadre      | Girone D 14 squadre      | Girone D 14 squadre      | Girone D 14 squadre      | Girone D 14 squadre      | Girone D 14 squadre      |
| Trentino-Alto Adige      | Unico 12 squadre          | Unico 12 squadre          | Unico 12 squadre          | Unico 12 squadre          | Unico 12 squadre          | Unico 12 squadre          | Unico 12 squadre          | Unico 12 squadre          | Unico 12 squadre          | Unico 12 squadre          | Unico 12 squadre          | Unico 12 squadre          | Unico 12 squadre          | Unico 12 squadre          | Unico 12 squadre          | Unico 12 squadre            | Unico 12 squadre            | Unico 12 squadre            | Unico 12 squadre            | Unico 12 squadre            | Unico 12 squadre            | Unico 12 squadre            | Unico 12 squadre            | Unico 12 squadre            | Unico 12 squadre            | Unico 12 squadre            | Unico 12 squadre            | Unico 12 squadre            | Unico 12 squadre            | Unico 12 squadre            | Unico 12 squadre           | Unico 12 squadre           | Unico 12 squadre           | Unico 12 squadre           | Unico 12 squadre           | Unico 12 squadre           | Unico 12 squadre           | Unico 12 squadre           | Unico 12 squadre           | Unico 12 squadre           | Unico 12 squadre         | Unico 12 squadre         | Unico 12 squadre         | Unico 12 squadre         | Unico 12 squadre         | Unico 12 squadre         | Unico 12 squadre         | Unico 12 squadre         | Unico 12 squadre         | Unico 12 squadre         | Unico 12 squadre         | Unico 12 squadre         | Unico 12 squadre         | Unico 12 squadre         | Unico 12 squadre         | Unico 12 squadre         | Unico 12 squadre         | Unico 12 squadre         | Unico 12 squadre         | Unico 12 squadre         |
| Umbria                   | Unico 13 squadre          | Unico 13 squadre          | Unico 13 squadre          | Unico 13 squadre          | Unico 13 squadre          | Unico 13 squadre          | Unico 13 squadre          | Unico 13 squadre          | Unico 13 squadre          | Unico 13 squadre          | Unico 13 squadre          | Unico 13 squadre          | Unico 13 squadre          | Unico 13 squadre          | Unico 13 squadre          | Unico 13 squadre            | Unico 13 squadre            | Unico 13 squadre            | Unico 13 squadre            | Unico 13 squadre            | Unico 13 squadre            | Unico 13 squadre            | Unico 13 squadre            | Unico 13 squadre            | Unico 13 squadre            | Unico 13 squadre            | Unico 13 squadre            | Unico 13 squadre            | Unico 13 squadre            | Unico 13 squadre            | Unico 13 squadre           | Unico 13 squadre           | Unico 13 squadre           | Unico 13 squadre           | Unico 13 squadre           | Unico 13 squadre           | Unico 13 squadre           | Unico 13 squadre           | Unico 13 squadre           | Unico 13 squadre           | Unico 13 squadre         | Unico 13 squadre         | Unico 13 squadre         | Unico 13 squadre         | Unico 13 squadre         | Unico 13 squadre         | Unico 13 squadre         | Unico 13 squadre         | Unico 13 squadre         | Unico 13 squadre         | Unico 13 squadre         | Unico 13 squadre         | Unico 13 squadre         | Unico 13 squadre         | Unico 13 squadre         | Unico 13 squadre         | Unico 13 squadre         | Unico 13 squadre         | Unico 13 squadre         | Unico 13 squadre         |
| Veneto                   | Girone Est 16 squadre     | Girone Est 16 squadre     | Girone Est 16 squadre     | Girone Est 16 squadre     | Girone Est 16 squadre     | Girone Est 16 squadre     | Girone Est 16 squadre     | Girone Est 16 squadre     | Girone Est 16 squadre     | Girone Est 16 squadre     | Girone Est 16 squadre     | Girone Est 16 squadre     | Girone Est 16 squadre     | Girone Est 16 squadre     | Girone Est 16 squadre     | Girone Sud 16 squadre       | Girone Sud 16 squadre       | Girone Sud 16 squadre       | Girone Sud 16 squadre       | Girone Sud 16 squadre       | Girone Sud 16 squadre       | Girone Sud 16 squadre       | Girone Sud 16 squadre       | Girone Sud 16 squadre       | Girone Sud 16 squadre       | Girone Sud 16 squadre       | Girone Sud 16 squadre       | Girone Sud 16 squadre       | Girone Sud 16 squadre       | Girone Sud 16 squadre       | Girone Ovest 16 squadre    | Girone Ovest 16 squadre    | Girone Ovest 16 squadre    | Girone Ovest 16 squadre    | Girone Ovest 16 squadre    | Girone Ovest 16 squadre    | Girone Ovest 16 squadre    | Girone Ovest 16 squadre    | Girone Ovest 16 squadre    | Girone Ovest 16 squadre    | Girone Ovest 16 squadre  | Girone Ovest 16 squadre  | Girone Ovest 16 squadre  | Girone Ovest 16 squadre  | Girone Ovest 16 squadre  | Girone Centro 16 squadre | Girone Centro 16 squadre | Girone Centro 16 squadre | Girone Centro 16 squadre | Girone Centro 16 squadre | Girone Centro 16 squadre | Girone Centro 16 squadre | Girone Centro 16 squadre | Girone Centro 16 squadre | Girone Centro 16 squadre | Girone Centro 16 squadre | Girone Centro 16 squadre | Girone Centro 16 squadre | Girone Centro 16 squadre | Girone Centro 16 squadre |